# Orékhovka
Orékhovka (en rus: Ореховка) és un poble del krai de Stàvropol, a Rússia, que en el cens del 2010 tenia 1.708 habitants. Pertany al districte rural de Petrovski.